# James Moontasri
James Moontasri (10 de abril de 1988) es un artista marcial mixto y practicante de taekwondo estadounidense.

## Trayectoria en taekwondo
Ganó una medalla de plata en los Juegos Panamericanos de 2007, y una medalla de bronce en el Campeonato Panamericano de Taekwondo de 2004.
| Juegos Panamericanos    | Juegos Panamericanos            | Juegos Panamericanos | Juegos Panamericanos |
| Año                     | Lugar                           | Medalla              | Categoría            |
| ----------------------- | ------------------------------- | -------------------- | -------------------- |
| 2007                    | Río de Janeiro (Brasil)         | Medalla de plata     | –80 kg               |
| Campeonato Panamericano |                                 |                      |                      |
| Año                     | Lugar                           | Medalla              | Categoría            |
| 2004                    | Santo Domingo (Rep. Dominicana) | Medalla de bronce    | –84 kg               |

## Trayectoria en artes marciales mixtas
Compitió en la UFC en la división de peso wélter.
| Resultado | Récord | Oponente        | Método                                          | Evento                                | Fecha                   | Ronda | Tiempo | Localización                               | Notas                    |
| --------- | ------ | --------------- | ----------------------------------------------- | ------------------------------------- | ----------------------- | ----- | ------ | ------------------------------------------ | ------------------------ |
| Derrota   | 9–5    | Alex Morono     | Decisión (unánime)                              | UFC on Fox: VanZant vs. Waterson      | 17 de diciembre de 2016 | 3     | 5:00   | Sacramento, California, Estados Unidos     |                          |
| Derrota   | 9–4    | Alex Oliveira   | Decisión (unánime)                              | UFC on Fox: Holm vs. Shevchenko       | 23 de julio de 2016     | 3     | 5:00   | Chicago, Illinois, Estados Unidos          |                          |
| Victoria  | 9–3    | Anton Zafir     | TKO (spinning back kick and spinning back fist) | UFC 193                               | 15 de noviembre de 2015 | 1     | 4:36   | Melbourne, Australia                       | Debut en el peso wélter. |
| Derrota   | 8–3    | Kevin Lee       | Sumisión (rear-naked choke)                     | UFC Fight Night: Mir vs. Duffee       | 15 de julio de 2015     | 1     | 2:56   | San Diego, California, Estados Unidos      |                          |
| Victoria  | 8–2    | Cody Pfister    | Sumisión (rear-naked choke)                     | UFC Fight Night: Henderson vs. Thatch | 14 de febrero de 2015   | 2     | 1:49   | Broomfield, Colorado, Estados Unidos       |                          |
| Derrota   | 7–2    | Joe Ellenberger | Decisión (dividida)                             | UFC Fight Night: Swanson vs. Stephens | 28 de junio de 2014     | 3     | 5:00   | San Antonio, Texas, Estados Unidos         |                          |
| Victoria  | 7–1    | Jordan Rinaldi  | KO (golpe)                                      | RFA 15: Casey vs. Sanchez             | 6 de junio de 2014      | 2     | 1:14   | Culver City, California, Estados Unidos    |                          |
| Victoria  | 6–1    | Rick Reger      | Sumisión técnica (rear-naked choke)             | RFA 12: Ortega vs. Koch               | 24 de enero de 2014     | 2     | 0:28   | Los Ángeles, California, Estados Unidos    |                          |
| Victoria  | 5–1    | R.J. Clifford   | TKO (golpes)                                    | RFA 9: Munhoz vs. Curran              | 16 de agosto de 2013    | 3     | 2:40   | Los Ángeles, California, Estados Unidos    |                          |
| Derrota   | 4–1    | Darren Smith    | Decisión (dividida)                             | FCOC: Fight Club OC                   | 6 de junio de 2013      | 3     | 5:00   | Costa Mesa, California, Estados Unidos     |                          |
| Victoria  | 4–0    | Joshua Aveles   | Decisión (unánime)                              | RITC: Respect in the Cage             | 25 de agosto de 2012    | 3     | 5:00   | Pomona, California, Estados Unidos         |                          |
| Victoria  | 3–0    | Joshua Aveles   | Decisión (unánime)                              | RITC: Respect in the Cage             | 19 de noviembre de 2011 | 3     | 5:00   | Pomona, California, Estados Unidos         |                          |
| Victoria  | 2–0    | Tim Lindsay     | KO (golpe)                                      | Gladiator Challenge: Hostile          | 22 de abril de 2011     | 1     | 0:56   | San Jacinto, California, Estados Unidos    |                          |
| Victoria  | 1–0    | Jade Delong     | Sumisión (verbal)                               | GC 83: Savage                         | 29 de agosto de 2008    | 2     | 0:37   | San Bernardino, California, Estados Unidos |                          |